# Jindallae hwachae

Le jindallae hwachae (진달래화채 : tɕindallɛ hwatɕʰɛ) est un hwachae, un punch traditionnel coréen, préparé avec des pétales d'azalées (Rhododendron mucronulatum), et de l'amidon de haricots mungo. Il est préparé pour Samjinnal (삼짇날), une fête traditionnelle coréenne qui arrive tous les 3 mars du calendrier lunaire,.